# Leon Geršković
Hrvatski pravnik i političar židovskog podrijetla (Bučje kraj Pleternice, 2. veljače 1910. - Zagreb, 1. lipnja 1992.).

## Obrazovanje
Godine 1933. doktorirao je na Pravnom fakultetu u Zagrebu. 

## Karijera
1935. godine postao je član KPJ. Stanovao je u Zagrebu gdje je bio odvjetnik. Svibnja 1941. došao je u Split.
:139.
Sve do 1941. bio je odvjetnik, a tada se priključuje antifašističkom pokretu. 
U novoosnovanom glasilu PK KPH u Split Našem izvještaju bio je član uredništva od 23. lipnja 1941. godine. Godine 1942. od veljače do lipnja je sekretar Mjesnog komiteta KPH Split, nakon čega je otišao na Dinaru. Rukovoditelj novoosnovanog Agitpropa pri PK za Dalmaciju na Dinari i u Livnu.:299.
Prvi je urednik Slobodne Dalmacije (1943.).
Od jeseni 1944. u radu je ZAVNOH-a koji je tad bio u Šibeniku.:299.
1944. bio je rukovoditelj odjela za upravu ZAVNOH-a; potom je obavljao različite političke funkcije: zastupnik u više saziva Narodne skupštine FNRJ, državni podsekretar u Saveznom izvršnom vijeću, zastupnik u Saboru SRH.
Bio je sveučilišni profesor; predavao je ustavno pravo i komunalni sustav. Jedan je od osnivača Fakulteta političkih znanosti u Zagrebu (1962.) i njegov prvi dekan (do 1965.) te pokretač časopisa Politička misao. Također, bio je profesor i na Pravnom fakultetu u Beogradu. Sudjelovao je u pisanju svih ustava Jugoslavije od 1946. do 1974.
Glavna su mu djela: 
- Historija narodne vlasti (I-II, 1950. – 1955.),
- Nauka o administraciji (1951.),
- O socijalističkoj demokraciji (1952.),
- Društveno upravljanje u Jugoslaviji (1957.),
- Problemi i perspektive razvoja skupštinskog sistema u Jugoslaviji (1967.)
- Ustavne teme (1976.).